# Garamli Moti
Garamli Moti fou un petit estat tributari protegit del sud de Kathiawar, a la presidència de Bombai.
Estava format per un únic poble, amb un únic tributari. La població el 1881 era de 327 habitants. Els ingressos s'estimaven el 1881 en 200 lliures de les quals 19 eren pagades com a tribut al Gaikwar de Baroda i 3 al nawab de Junagarh.